# كأس السوبر المغربي لكرة الماء
كأس السوبر المغربي لكرة الماء هي بطولة في رياضة كرة الماء في المغرب.
تم إنشاء هذه المسابقة في عام 1975 تحت اسم كأس الجامعة، قبل أن تحمل الاسم الجديد لولي العهد الحسن، وتُشرف عليها الجامعة الملكية المغربية للسباحة.